# ルシファーズ・フレンド
ルシファーズ・フレンド（Lucifer's Friend）は、1970年代に活躍したドイツのロック・バンド。ハード・ロックともプログレッシブ・ロックとも形容できる音楽を指向していた。ユーライア・ヒープで活動したイギリス人ボーカリストのジョン・ロートンが在籍していたことでも有名。

## 略歴
The German Bondsの元メンバー4人がロートンに出会い、アステリックス （Asterix）を結成して1970年にアルバムを1枚発表。その後、ルシファーズ・フレンドと改名し、ヴァーティゴ・レコードと契約。同年、ロートンのハイ・トーン・ボーカルと重厚なハモンド・オルガンがうねるハード・ロック・アルバム『ルシファーズ・フレンド』でデビューした。スコーピオンズのデビュー・アルバムが発表される2年前だったことを考えると、彼等はドイツのハード・ロックの先駆者であると言えよう。更にプログレッシブ・ロック色を強めた『ホウェア・ザ・グルーピーズ・キルド・ザ・ブルース』（1972年）、より明快なロックを指向した『ロックンロール・シンガー』（1973年）を次々と発表。
その後、ドラマーの交替を経て、大編成のブラス・セクションを導入した『バンケット』（1974年）を発表。続いて『マインド・エクスプローディング』（1976年）を発表した。
1977年、ロートンがデヴィッド・バイロンの後任としてユーライア・ヒープに加入することになった。彼等はイアン・カシックがボーカルを担当したシングルを発表した後、コロシアムIIなどで知られるマイク・スターズを新しいボーカリストに迎え、エレクトラ・レコードに移籍して『グッド・タイム・ウォリアー』（1979年）を発表。続いて、セカンド・キーボーディストを迎えた6人体制で『スニーク・ミー・イン』（1980年）を発表した。
ロートンはユーライア・ヒープで3作のアルバムの制作に参加した後、1979年に脱退。彼はディーター・ホーンズ、カート・クレスなどルシファーズ・フレンドのメンバーをバックに迎えたソロ・アルバム『Heartbeat』（1980年）発表後、ルシファーズ・フレンドに復帰。彼等はハード・ロック色の濃い『ミーン・マシーン』（1981年）を発表するが、ヒットには結びつかなかった。1982年に解散。
ロートンはドイツのハード・ロック・バンドのZARで活動。そしてルシファーズ・フレンドのギタリストだったペーター・ヘスラインとルシファーズ・フレンドIIというユニットを結成し、『Sumogrip』（1994年）を発表した。哀愁のメロディを盛り込んだハード・ロックの作品だが、ジャケットに相撲を取る力士の写真が使用されたためか、日本では発売されなかった。
2014年に再結成。2016年、ユーライア・ヒープと共にZepp なんば大阪、川崎CLUB CITTA'で初の日本公演を行った。
2021年6月、ロートンが死去。

## メンバー
- ジョン・ロートン (John Lawton) - ボーカル (1968年-1976年、1981年-1982年、1994年、2014年– )
- ペーター・ヘスライン (Peter Hesslein) - ギター (1968年-1982年、1994年、2014年– )
- ディーター・ホーンズ (Dieter Horns) - ベース (1968年-1982年、2014年–2020年 )(2020年死去)
- ヨギ・ヴィヒマン (Jogi Wichmann) - キーボード (1994年、2015年– )
- ステファン・エッゲルト (Stephan Eggert) - ドラム (2014年– )

過去の在籍メンバー
- ヨアキム・ライテンバッハ (Joachim "Addi" Rietenbach) - ドラム (1968年-1974年)
- ペーター・ヘクト (Peter Hecht) - キーボード (1968年-1982年)
- ヘルベルト・ボーンホルト (Herbert Bornhold) - ドラム (1974年-1982年)
- イアン・カシック (Ian Cussick) - ボーカル (1976年-1977年)
- マイク・スターズ (Mike Starrs) - ボーカル (1977年-1981年)
- エイドリアン・アスキュー (Adrian Askew) - キーボード (1980年-1982年)
- カート・クレス (Curt Cress) - ドラム (1994年)
- アンドレアス・ディッケ (Andreas Dicke) - ベース (1994年)
- ウド・ダーメン (Udo Dahmen) - ドラム (1994年)

## ディスコグラフィ

### アルバム
- 『ルシファーズ・フレンド』 - Lucifer's Friend (1970年）
- 『ホウェア・ザ・グルーピーズ・キルド・ザ・ブルース』 - ...Where The Groupies Killed The Blues (1972年)
- 『ロックンロール・シンガー』 - I'm Just A Rock'n' Roll Singer (1973年)
- 『バンケット』 - Banquet (1974年)
- 『マインド・エクスプローディング』 - Mind Exploding (1976年)
- The Devil's Touch (1976年) ※1970年–1976年 コンピレーション
- 『グッド・タイム・ウォリアー』 - Good Time Warrior (1979年)
- Rock Heavies: Lucifer's Friend (1980年) ※1970年–1976年 コンピレーション
- 『スニーク・ミー・イン』 - Sneak Me In (1980年)
- 『ミーン・マシーン』 - Mean Machine (1981年)
- Sumogrip (1994年) ※Lucifer's Friend II名義
- 『アウェイクニング』 - Awakening (2015年) ※新曲を含むコンピレーション
- 『ライヴ@スウェーデン・ロック 2015』 - Live @ Sweden Rock 2015 (2016年) ※ライブ・アルバム
- Live at Rockpalast (2016年) ※ライブ・アルバム
- 『トゥ・レイト・トゥ・ヘイト』 - Too Late To Hate (2016年)